# Scybalium fungiforme
Scybalium fungiforme é uma espécie de planta parasita da família Balanophoraceae. É comumente conhecida como cogumelo-de-caboclo no Brasil, onde é encontrada. Foi descrita pela primeira vez em 1832 por Heinrich Wilhelm Schott e Stephan Endlicher.

## Descrição
Scybalium fungiforme é um parasita que se alimenta das raízes de outras plantas. As flores são descritas como "sangrentas, vermelhas, semelhantes a fungos." O caule forma um tubérculo lobado. As brácteas das folhas são elípticas, adornadas com papus, e têm margens que variam de fimbriadas a laceradas. A disposição da inflorescência é densa. As flores do caule são em forma de funil (infundibuliformes), e o receptáculo é em forma de disco (discoide).
É comumente conhecido pelo nome "cogumelo-de-caboclo" no Brasil. Outros nomes incluem cogumelo-de-sangue, esponja-de-raiz e fel-da-terra.

## Taxonomia
Scybalium fungiforme é uma planta pouco conhecida da família Balanophoraceae. É uma das sete espécies de sua família encontradas no Brasil, e um dos dois membros de seu gênero ali encontrados.

## Distribuição
A distribuição do Scybalium fungiforme está restrita à Mata Atlântica do Centro-Oeste e Sudeste do Brasil, mais ainda em florestas abaixo de 1.400 metros do nível do mar. Foi registrado nos seguintes estados brasileiros: Espírito Santo, Goiás, Minas Gerais, Paraná, Rio de Janeiro e São Paulo.
Flora e Funga do Brasil observa que também é encontrado no Cerrado. Prefere mata de galeria, floresta ombrófila, mata ciliar e floresta estacional semidecídua.

## Conservação
Em uma revisão de 2008 das plantas do Brasil na Lista de Ameaça de Flora e Fauna do Estado de Minas Gerais ela foi listada como "vulnerável".

## Historia de vida

### Polinização

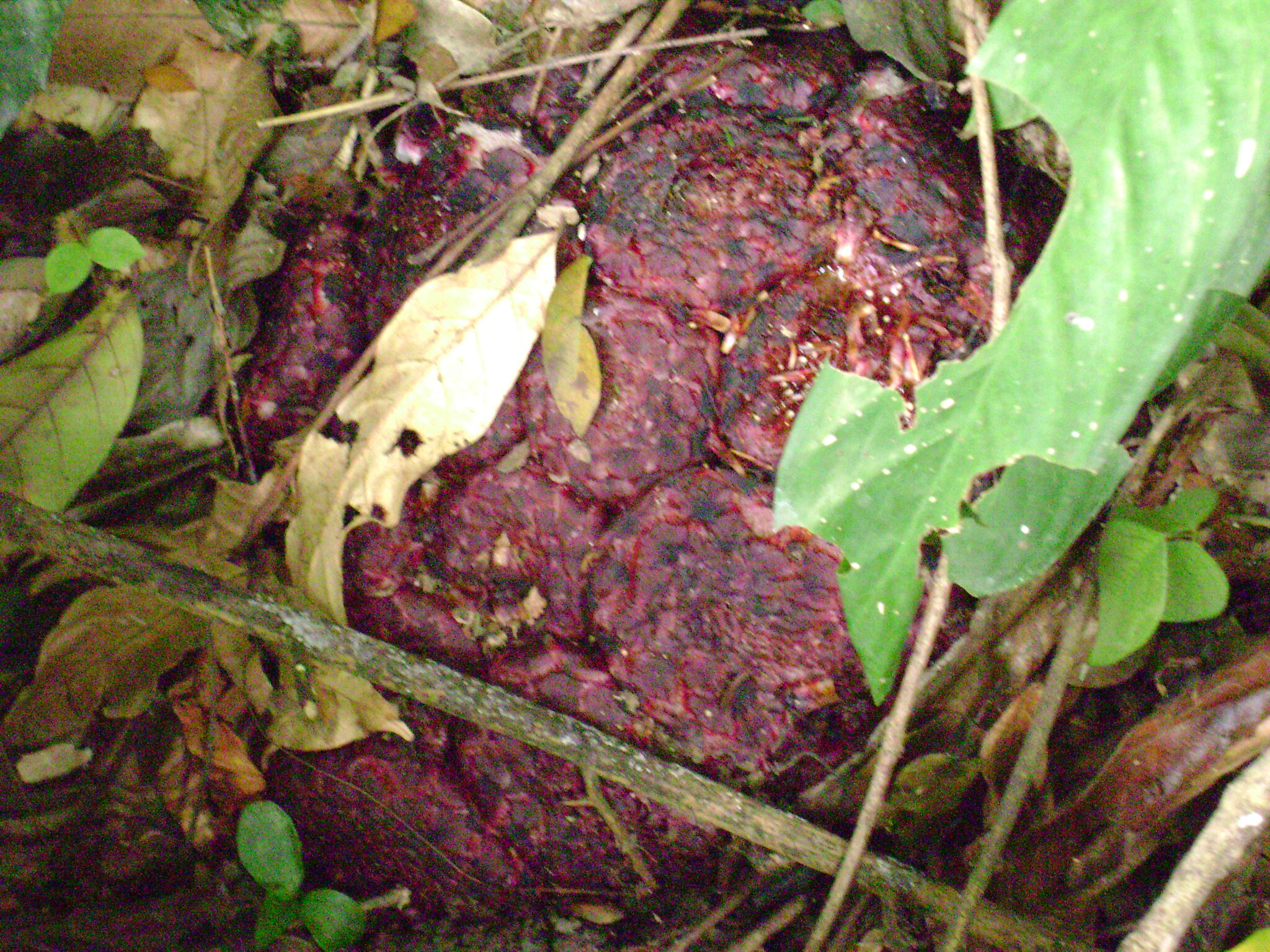
Flor de S. fungiforme com brácteas intactas.

A professora Patrícia Morellato, da Universidade Estadual Paulista, teorizou na década de 1990 que as flores do Scybalium fungiforme foram polinizadas por gambás. Isso se devia ao fato de as flores serem cobertas por escamas robustas (brácteas), dificultando a polinização eficaz das flores pelos animais. Gambás, com polegares oponíveis, eram potencialmente capazes de polinizar as flores devido à sua destreza. Isto foi observado juntamente com a construção floral semelhante à dos membros australianos e sul-africanos da família Proteaceae, que estão associados à polinização por mamíferos noturnos não voadores. Características incluem coloração opaca das flores, antese noturna combinada com copiosa produção de néctar e geofloria (floração subterrânea). Evidências anteriores de gambás com néctar no focinho não puderam ser reconhecidas como evidência para a teoria, pois não havia registro de polinização direta pelos gambás. Felipe Amorim levantaria mais tarde a hipótese de que, devido à morfologia da flor, ela seria potencialmente polinizada por um animal não voador. Os alunos de Amorim levantaram a hipótese da polinização da planta por roedores.
Observações na Reserva Biológica da Serra do Japi em maio de 2019 confirmaram a teoria de Morellato. Câmeras colocadas no local observaram gambás (Didelphis aurita) removendo as brácteas da planta antes de inserirem seus rostos nas flores para consumir seu néctar. O Akodon montensis também foi registrado visitando inflorescências de S. fungiforme. Estudos de acompanhamento mostraram que uma espécie adicional de gambá (Didelphis albiventris) e ave (Tachyphonus coronatus) estão entre os polinizadores que participam da remoção de brácteas da flor.
A síndrome de polinização única do Scybalium fungiforme envolve gambás, o polinizador primário da planta, que são os únicos capazes de fazer isso, descascando as brácteas das plantas para beber o néctar da planta. Polinizadores secundários, como abelhas (Apis mellifera, Trigona spinipes), vespas (Agelaia angulata) e beija-flores (Thalurania glaucopis), beberiam então o néctar das flores expostas. Embora a morfologia da planta seja adequada para predadores terrestres, a descoberta de beija-flores polinizadores para a planta surpreendeu os pesquisadores.